# Санта-Клара-де-Асис
Санта-Клара-де-Асис (исп. Mision Santa Clara de Asís) — одна из испанских миссий на территории современного штата Калифорния. Основана 12 января 1777 года недалеко от миссии Сан-Хосе с целью приобщения местных индейцев (племена охлоне и костаноан) к католичеству и европейским ценностям.

## История

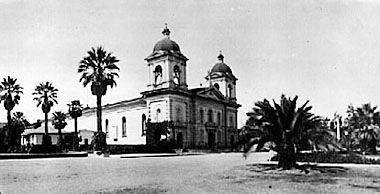
Миссия Санта-Клара-де-Асис в 1910 году

Названа в честь Клары Ассизской. 6 раз подвергалась разрушениям (войны, пожары, землетрясения), но каждый раз восстанавливалась. Помимо нескольких испанских священников, перепись 1803 года зафиксировала 1271 индейца, «приписанных» к миссии. Они содержали 5 000 голов скота, 7 000 овец, 2 200 лошадей и 30 мулов. На землях миссии выращивались пшеница, ячмень и кукуруза.
В 1845 году перешла под контроль США. В 1851 году отец Джованни Нобили основал при местном соборе коллегию, позднее превратившуюся в университет Санта-Клары, расположенный в одноимённом городе.